# Rzeczyca (rejon kamieniecki)
Rzeczyca (biał. Рэчыца, Reczyca; ros. Речица, Rieczica) – wieś na Białorusi, w obwodzie brzeskim, w rejonie kamienieckim, w sielsowiecie Rzeczyca.

## Historia
W XIX i w początkach XX w. położona była w Rosji, w guberni grodzieńskiej, w powiecie prużańskim, w gminie Staruny.
W dwudziestoleciu międzywojennym kolonia leżąca w Polsce, w województwie poleskim, w powiecie prużańskim, w gminie Horodeczno. W 1921 miejscowość liczyła 13 mieszkańców, zamieszkałych w 6 budynkach, wyłącznie Polaków wyznania prawosławnego.
Po II wojnie światowej w granicach Związku Sowieckiego. Od 1991 w niepodległej Białorusi.